# Bucsuta
Bucsuta is een plaats (község) en gemeente in het Hongaarse comitaat Zala. Bucsuta telt 267 inwoners (2001).